# N'jarka
Lo n'jarka o njarka, detto anche sokou, è uno strumento a corde tradizionale del Mali. È un fiddle con una singola corda. La cassa di risonanza consiste in una mezza zucca svuotata, mentre la singola corda e l'archetto possono essere fatti di crine di cavallo. Lo strumento ha acquisito una certa visibilità in Occidente soprattutto grazie ad Ali Farka Touré, uno dei musicisti del Mali più noti nella scena della world music internazionale, che lo ha usato in alcuni suoi album e lo ha spesso utilizzato anche nei propri concerti. Un altro musicista del Mali che ha inciso brani suonati con lo n'jarka è Hassi Saré, che aveva una predilezione per questo strumento, al cui suono attribuiva un valore spirituale: